# جون هولواي (عالم اجتماع)
جون هولواي (بالإنجليزية: John Holloway) (ولد عام 1947)، محامٍ وفيلسوف وعالم اجتماع ذو توجه ماركسي، يرتبط عمله ارتباطًا وثيقًا بحركة زاباتيستا في المكسيك، موطنه منذ عام 1991. تطرق له بعض المثقفين المرتبطين بحركة البيكيتيرُس في الأرجنتين وحركة سكان مجوندولو في جنوب إفريقيا وحركة مناهضة العولمة في أوروبا وأمريكا الشمالية. يعمل حاليًا أستاذًا في معهد العلوم الإنسانية والاجتماعية في جامعة بويبلا المستقلة.

## خلفية
ولد في دبلن في أيرلندا وحصل على درجة الدكتوراه في العلوم السياسية من جامعة إدنبرة.
شقيقه الكاتب والأكاديمي ديفيد هولواي، وابنة عمه الأولى الناشطة السياسية الكندية كيت هولواي وكذلك الفنانة الكندية مورين هولواي.

## الأعمال
كان هولواي عضوًا مؤثرًا في مؤتمر الاقتصاديين الاشتراكيين خلال سبعينيات القرن العشرين، لا سيما في دعمه لمقاربة الدولة كشكل اجتماعي تشكلت في نهاية المطاف من الصراع الطبقي بين رأس المال والطبقة العاملة. طُوّر هذا النهج في المقام الأول من خلال التخصيص النقدي لجوانب مناقشة اشتقاق الدولة الألمانية في أوائل سبعينيات القرن العشرين، ولا سيما عمل يواكيم هيرش، وقاده ووسول بيتشيتو لنشر «الدولة ورأس المال: نقاش ماركسي» مختارات من النصوص من المناقشة الألمانية مع مقدمة نقدية. تطور هذا المفهوم للدولة والشكل الاجتماعي والصراع الطبقي، ضمن مؤتمر الاقتصاديين الاشتراكيين، والذي أدى في النهاية إلى ظهور مدرسة الماركسية المفتوحة الفكرية، والتي ظل هولواي مشاركًا مهمًا فيها. يرفض هذا التيار كل من الأفكار الماركسية التقليدية عن رأسمالية الدولة الاحتكارية، والابتكارات مثل نظرية الدولة الألثوسيرية لبولانتزاس، والمدرسة التنظيمية، ويؤكد على مركزية العلاقة الطبقية بين رأس المال والطبقة العاملة كنضال.
اعتبر كتابه الصادر في عام 2002، غيّر العالم دون الاستيلاء على السلطة، محل نقاش كبير في الدوائر الماركسية والأناركية والمناهضة للرأسمالية، إذ يؤكد أن إمكانية الثورة لا تكمن في الاستيلاء على أجهزة الدولة، ولكن في أعمال الرفض المدقع اليومية للمجتمع الرأسمالي- ما يسمى مناهضة السلطة، أو «الصرخة» على حد تعبيره. حلل مفكرون مثل طارق علي وسلافوي جيجيك أطروحة هولواي. يعتبر كل من النقاد والمؤيدين- على حد سواء- هولواي ماركسيًا استقلاليًا في تطلعاته على نطاق واسع، وغالبًا ما يقارن عمله مع أعمال شخصيات مثل أنطونيو جيري أو يتناقض معها.
يواصل في كتابه لعام 2010 تصدع الرأسمالية الأفكار السياسية التي طورها في غيّر العالم دون الاستيلاء على السلطة. يرى هولواي أن مشكلة النشاط السياسي، من ناحية الأشخاص الذين يكافحون «في النظام وضده»، هي مشكلة الاستمرار في إدامة الرأسمالية من خلال التزامهم بالعمل المجرد. يجادل أن النضالات المناهضة للرأسمالية من وجهة النظر الماركسية المتمثلة في «الطبيعة المزدوجة للعمل» أو العمل المجرد والعمل الملموس، يجب أن تدور حول الفعل الملموس ضد العمل، وليس صراع العمل ضد رأس المال.